# Montgaillard-en-Albret
Pour les articles homonymes, voir Montgaillard.
Montgaillard-en-Albret (appelée Mongaillard jusqu'en décembre 2021), est une commune du Sud-Ouest de la France, située dans le département de Lot-et-Garonne (région Nouvelle-Aquitaine).

## Géographie

### Communes limitrophes
Les communes limitrophes sont  Buzet-sur-Baïse, Lavardac, Vianne et Xaintrailles.
|              | Buzet-sur-Baïse        |        |
| Xaintrailles | Montgaillard-en-Albret | Vianne |
|              | Lavardac               |        |

### Climat
Pour des articles plus généraux, voir Climat de la Nouvelle-Aquitaine et Climat de Lot-et-Garonne.
Historiquement, la commune est exposée à un climat océanique aquitain.  
En 2020, Météo-France publie une typologie des climats de la France métropolitaine dans laquelle la commune est exposée à un climat océanique altéré et est dans la région climatique Aquitaine, Gascogne, caractérisée par une pluviométrie abondante au printemps, modérée en automne, un faible ensoleillement au printemps, un été chaud (19,5 °C), des vents faibles, des brouillards fréquents en automne et en hiver et des orages fréquents en été (15 à 20 jours).
Pour la période 1971-2000, la température annuelle moyenne est de 13,2 °C, avec une amplitude thermique annuelle de 15,1 °C. Le cumul annuel moyen de précipitations est de 791 mm, avec 11 jours de précipitations en janvier et 6,5 jours en juillet. Pour la période 1991-2020, la température moyenne annuelle observée sur la station météorologique la plus proche, située sur la commune de Nérac à 9 km à vol d'oiseau, est de 13,9 °C et le cumul annuel moyen de précipitations est de 735,7 mm,. Pour l'avenir, les paramètres climatiques de la commune estimés pour 2050 selon différents scénarios d'émission de gaz à effet de serre sont consultables sur un site dédié publié par Météo-France en novembre 2022.

## Urbanisme

### Typologie
Au 1er janvier 2024, Montgaillard-en-Albret est catégorisée commune rurale à habitat très dispersé, selon la nouvelle grille communale de densité à sept niveaux définie par l'Insee en 2022.
Elle est située hors unité urbaine. Par ailleurs la commune fait partie de l'aire d'attraction de Nérac, dont elle est une commune de la couronne,. Cette aire, qui regroupe 17 communes, est catégorisée dans les aires de moins de 50 000 habitants,.

### Occupation des sols

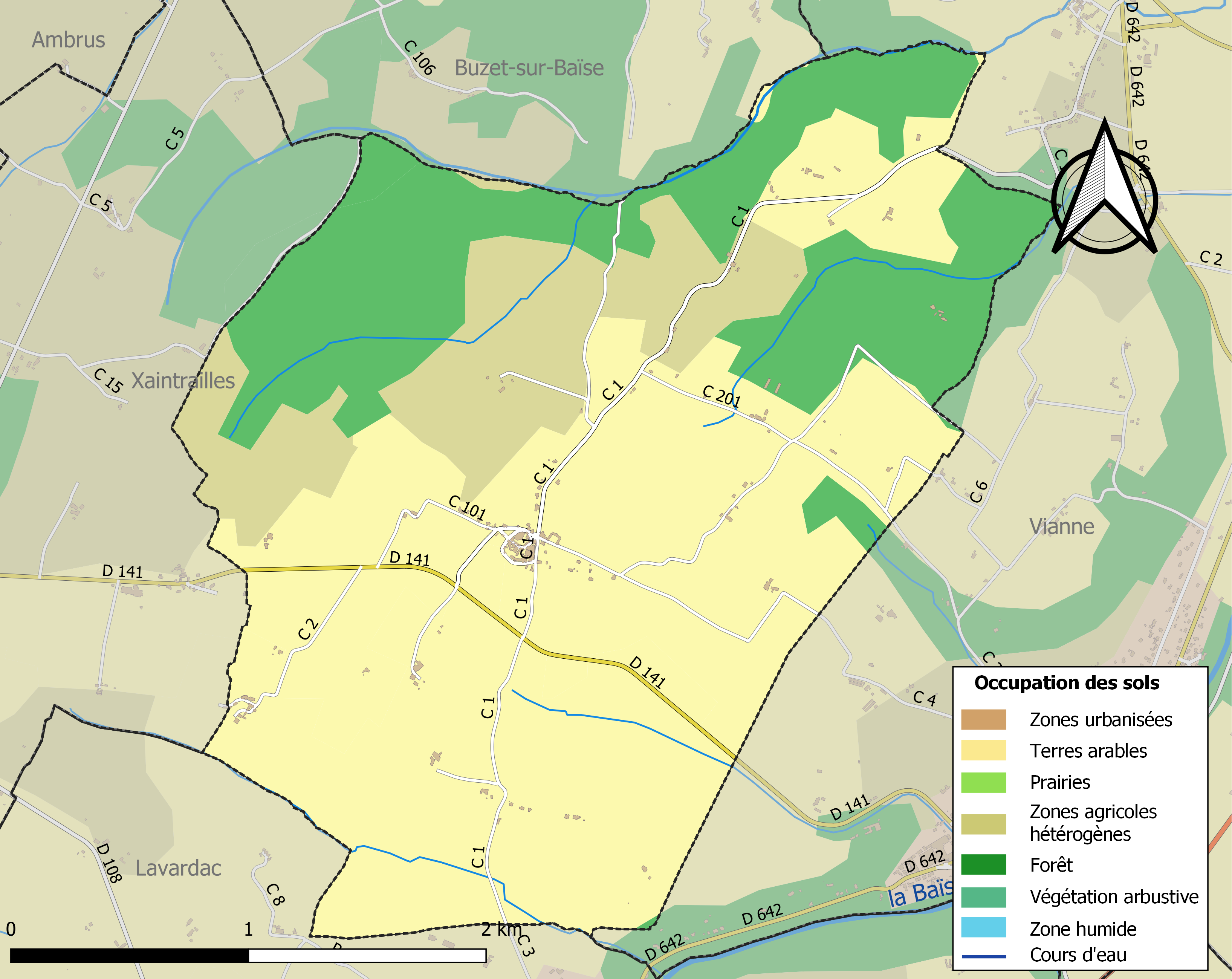
Carte des infrastructures et de l'occupation des sols de la commune en 2018 (CLC).

L'occupation des sols de la commune, telle qu'elle ressort de la base de données européenne d’occupation biophysique des sols Corine Land Cover (CLC), est marquée par l'importance des territoires agricoles (75,4 % en 2018), une proportion sensiblement équivalente à celle de 1990 (75,3 %). La répartition détaillée en 2018 est la suivante : 
cultures permanentes (36,4 %), forêts (24,6 %), terres arables (24,3 %), zones agricoles hétérogènes (14,6 %).
L'IGN met par ailleurs à disposition un outil en ligne permettant de comparer l’évolution dans le temps de l’occupation des sols de la commune (ou de territoires à des échelles différentes). Plusieurs époques sont accessibles sous forme de cartes ou photos aériennes : la carte de Cassini (XVIIIe siècle), la carte d'état-major (1820-1866) et la période actuelle (1950 à aujourd'hui).

## Toponymie
La commune de Mongaillard change officiellement de nom pour devenir Montgaillard-en-Albret en décembre 2021.

## Histoire
Ce village, petit castelnau est groupé autour des ruines d'un château fort ayant appartenu à la famille de Gontaut-Biron. Jusqu'en 1284, il avait en dépendance les terres de l'actuelle commune de Vianne.

## Politique et administration
| Période                                  | Période   | Identité          | Étiquette | Qualité                              |
| ---------------------------------------- | --------- | ----------------- | --------- | ------------------------------------ |
| juin 1995                                | mars 2014 | Francis Daurensan |           | Salarié agricole                     |
| 2014                                     | En cours  | Henri de Colombel |           | Officier général en deuxième section |
| Les données manquantes sont à compléter. |           |                   |           |                                      |

## Équipements et services publics
→ Conseils pour la rédaction de cette section.

## Population et société

### Démographie
L'évolution du nombre d'habitants est connue à travers les recensements de la population effectués dans la commune depuis 1793. Pour les communes de moins de 10 000 habitants, une enquête de recensement portant sur toute la population est réalisée tous les cinq ans, les populations de référence des années intermédiaires étant quant à elles estimées par interpolation ou extrapolation. Pour la commune, le premier recensement exhaustif entrant dans le cadre du nouveau dispositif a été réalisé en 2005.

En 2022, la commune comptait 167 habitants, en évolution de −8,74 % par rapport à 2016 (Lot-et-Garonne : −0,18 %, France hors Mayotte : +2,11 %).
| 1793 | 1800 | 1806 | 1821 | 1831 | 1836 | 1841 | 1846 | 1851 |
| ---- | ---- | ---- | ---- | ---- | ---- | ---- | ---- | ---- |
| 314  | 321  | 367  | 330  | 344  | 379  | 385  | 340  | 353  |

| 1856 | 1861 | 1866 | 1872 | 1876 | 1881 | 1886 | 1891 | 1896 |
| ---- | ---- | ---- | ---- | ---- | ---- | ---- | ---- | ---- |
| 364  | 370  | 364  | 385  | 385  | 367  | 318  | 294  | 266  |

| 1901 | 1906 | 1911 | 1921 | 1926 | 1931 | 1936 | 1946 | 1954 |
| ---- | ---- | ---- | ---- | ---- | ---- | ---- | ---- | ---- |
| 254  | 260  | 246  | 213  | 220  | 196  | 197  | 171  | 199  |

| 1962 | 1968 | 1975 | 1982 | 1990 | 1999 | 2005 | 2006 | 2010 |
| ---- | ---- | ---- | ---- | ---- | ---- | ---- | ---- | ---- |
| 219  | 212  | 209  | 184  | 166  | 171  | 187  | 189  | 187  |

| 2015 | 2020 | 2022 | - | - | - | - | - | - |
| ---- | ---- | ---- | - | - | - | - | - | - |
| 184  | 171  | 167  | - | - | - | - | - | - |

## Économie
→ Conseils pour la rédaction de cette section.
Le village est tourné vers l'agriculture et la viticulture. On dénombre plusieurs vignes de buzet, vin d'appellation d'origine contrôlée.

## Culture locale et patrimoine

### Lieux et monuments
- Château de Montgaillard du XIIIe siècle (ruines)[20] ;
- Église Saint-Étienne de Montgaillard construite près d'une porte de l'ancien castrum. Elle est inscrite à l'Inventaire général du patrimoine culturel[21].

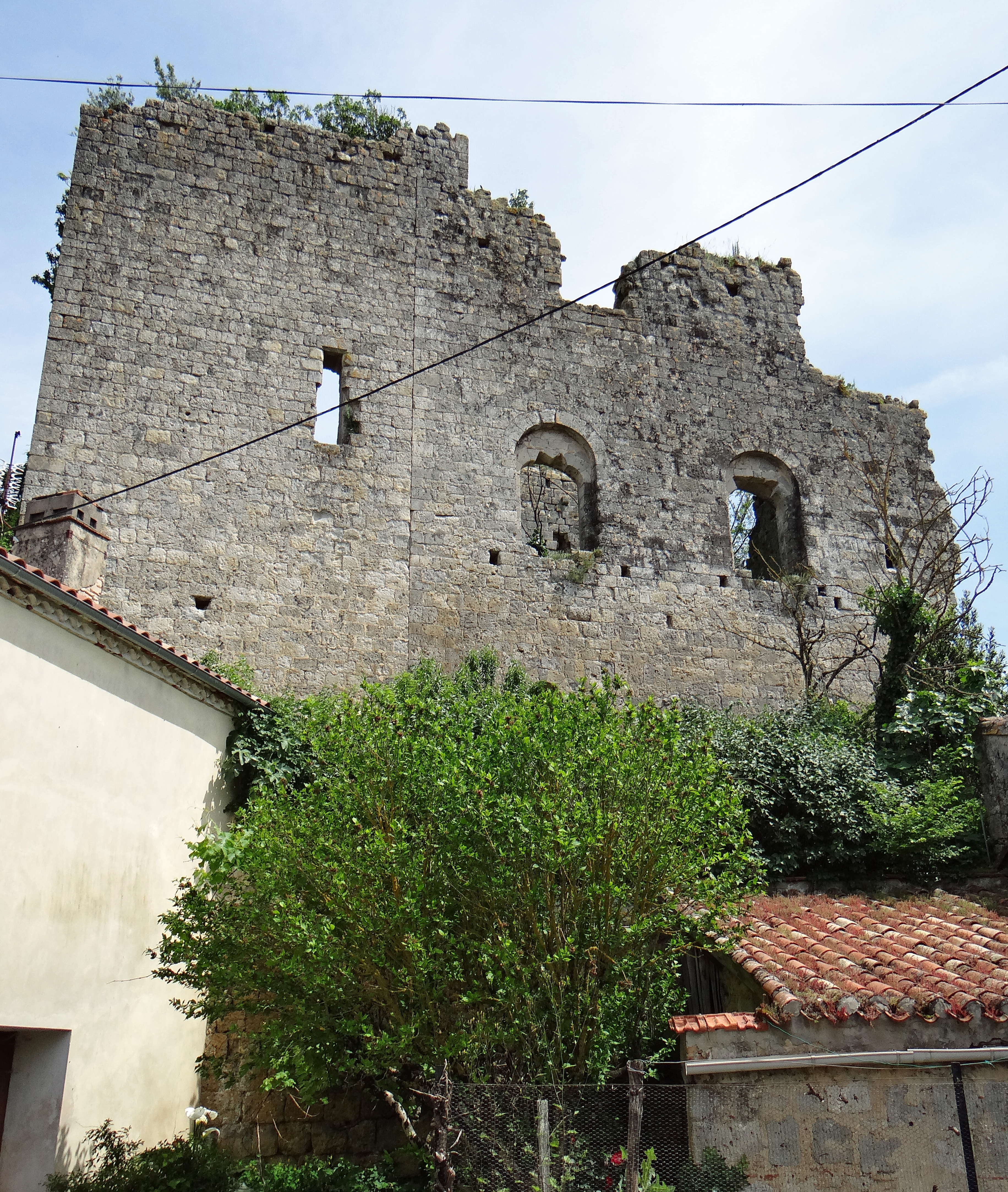
Vestiges du mur sud du château
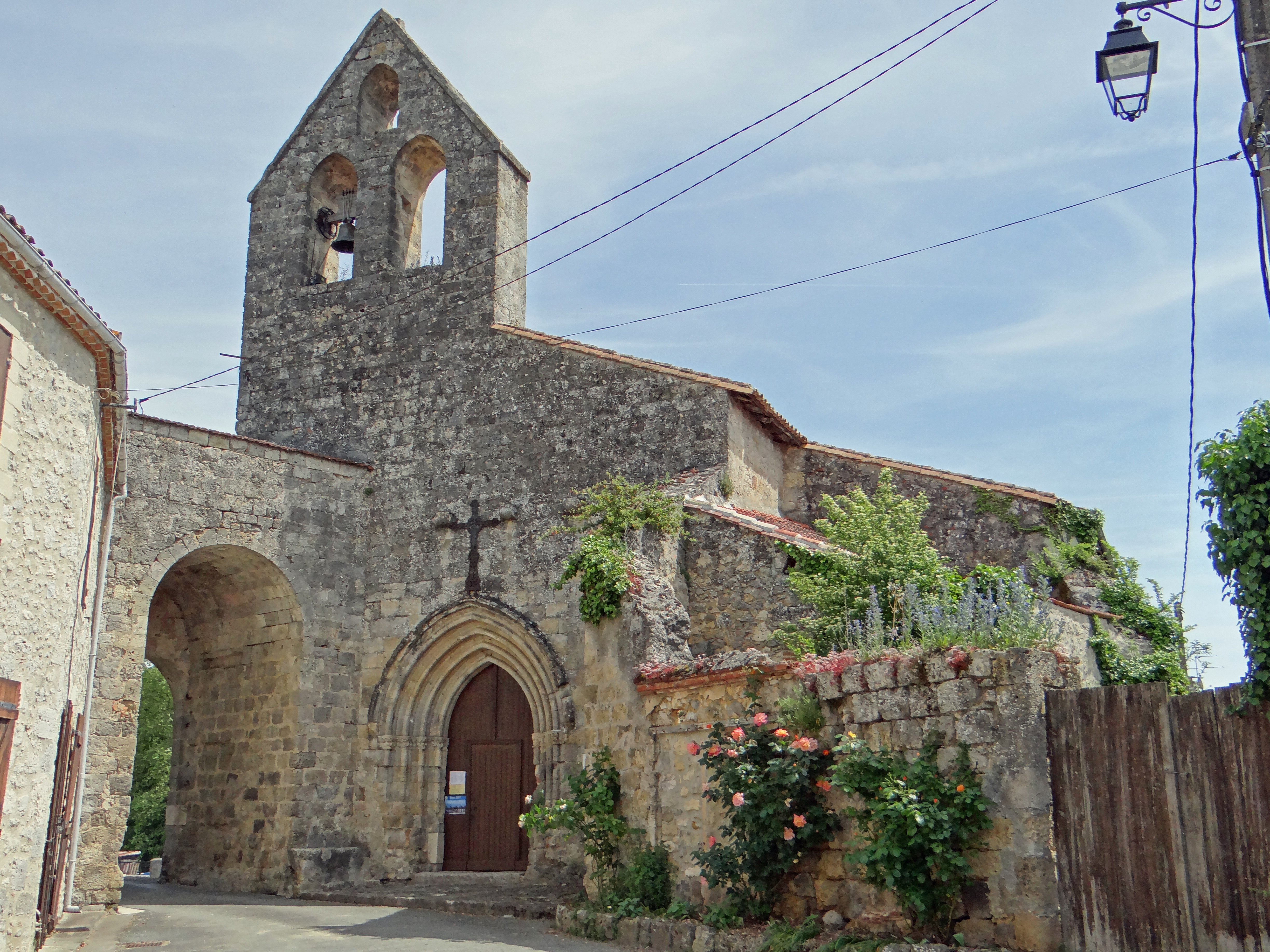
L'église Saint-Étienne près d'une porte de l'ancien castrum
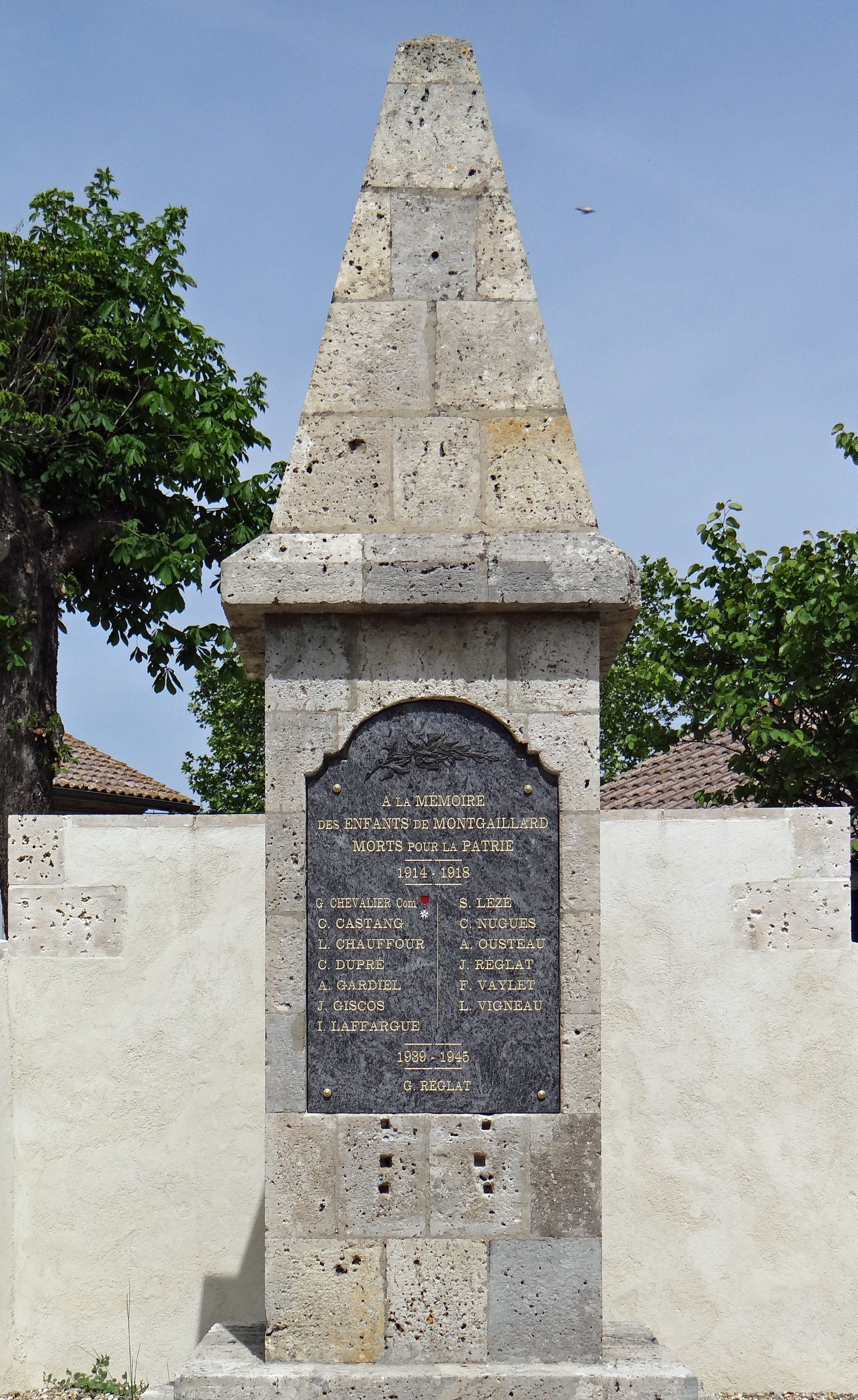
Monument aux morts
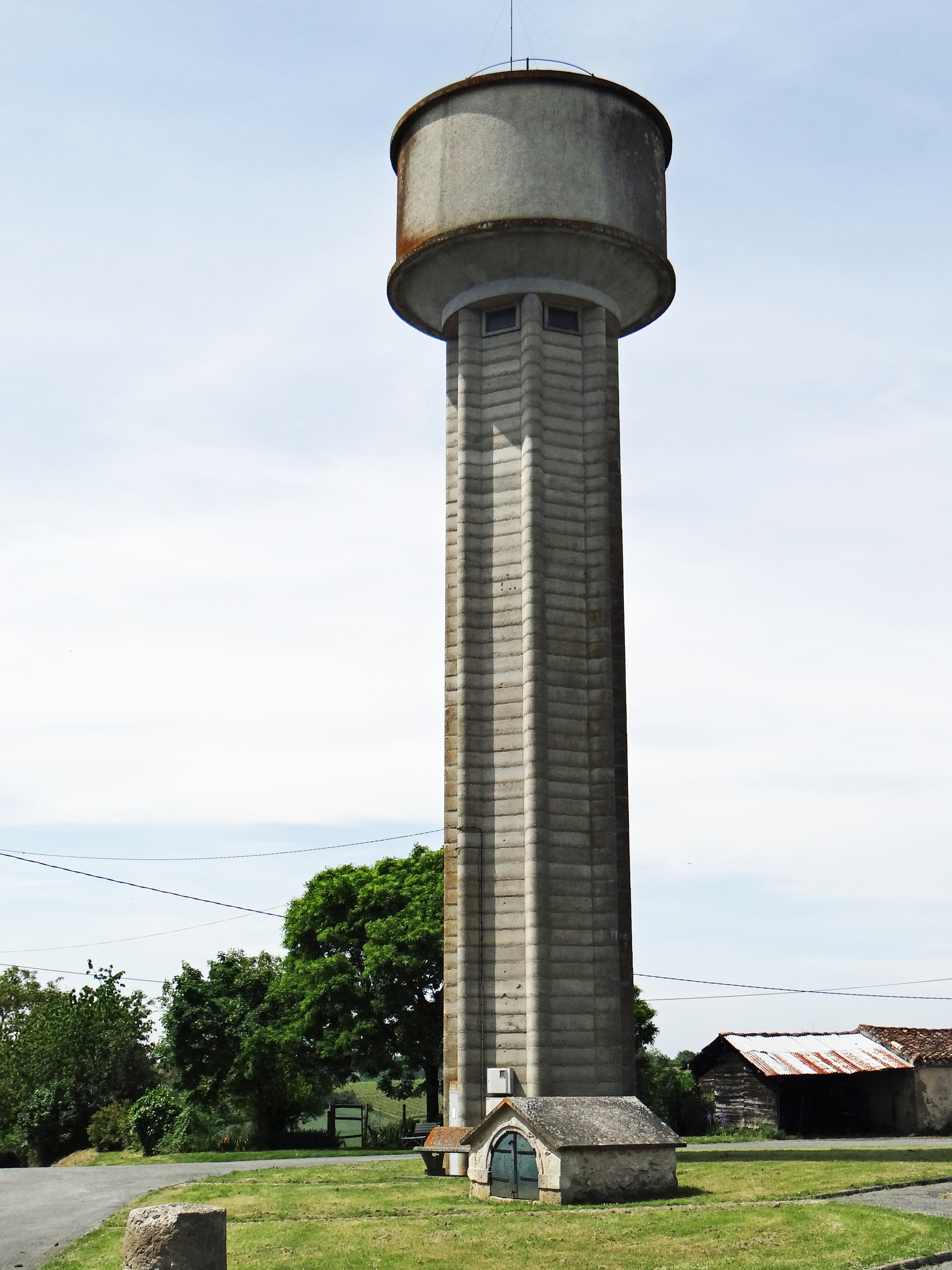
Château d'eau

### Personnalités liées à la commune
- Vianne de Gontaut-Biron, décédée en 1280. Tante de Jourdain de l'Isle, fondateur de la Bastide de Vianne.